# 庫吉
库吉是一个海滨小镇，属于兰域市（Randwick）政府管辖。位于澳大利亚新南威尔士州悉尼市商业中心东南方8公里处。它也是悉尼东区的一部分。
沿着库吉沙滩，塔斯曼海（Tasman Sea）和库吉海湾（Coogee Bay）位于小镇的东侧。库吉海滩深受游泳者的喜爱，该海滩以其危险的近岸大浪而闻名。克洛夫利路（Clovelly Rd.）、 卡林顿路（Carrington Rd.）以及彩虹街（Rainbow St.）将小镇围绕起来。在东北及东南角还有许多通往海岸的大道。

## 欧洲殖民地

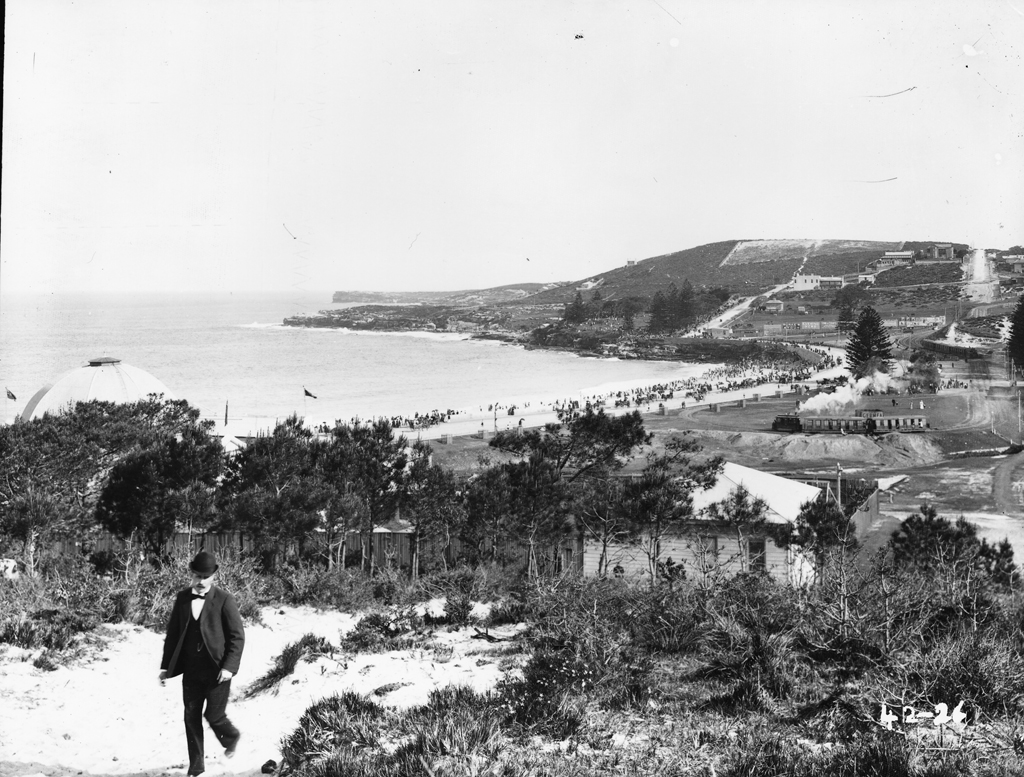
1900年的库吉

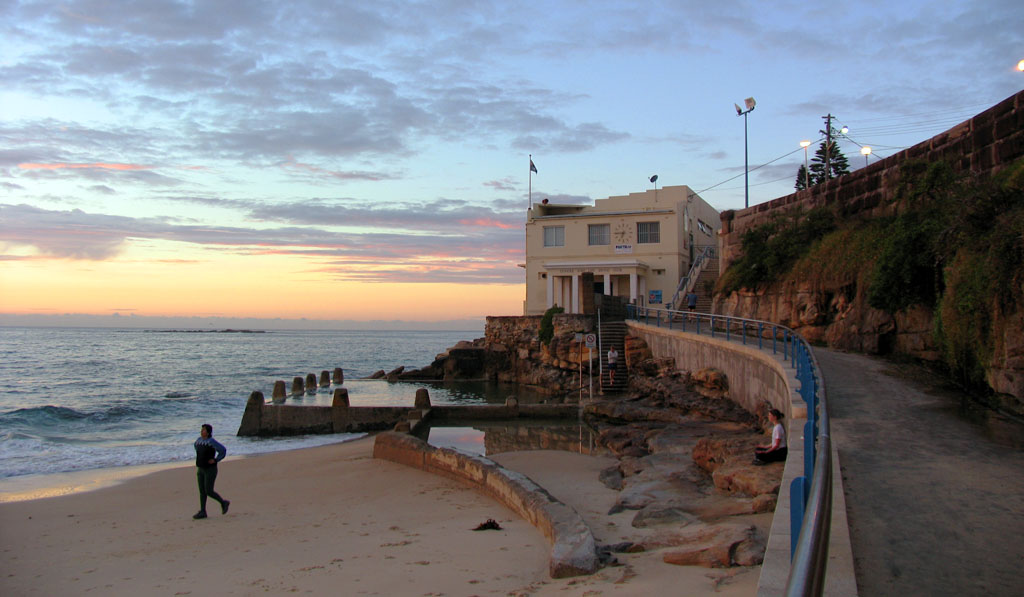
库吉冲浪俱乐部

1838年，公报正式宣布库吉成为一个村庄。1863年,首所学校建成。1873年，该学校大楼转变成为了库吉海湾酒店。3年后，库吉公立学校成立。1887年末，库吉皇宫水族馆（Coogee Palace Aquarium）及室内游泳池建成。1928年，库吉游乐码头建造完成。其中设有一家剧院、餐厅以及舞厅。然而，它已于1934年拆除。
1907年，库吉冲浪救生俱乐部由当地立志于保护游泳者免受冲浪危险的人参与。该俱乐部以作为冲浪救生领域的开拓者为荣。事实上，库吉冲浪救生俱乐部实施进行了首次大规模救援、鲨鱼攻击救援并为救援技术的发展作出了贡献。

## 库吉皇宫水族馆 （1887-1986)
库吉水族馆和室内游泳池于1887年12月23日正式向外开放。Arden街、Beach 街、Bream街以及Dolphin街将水族馆围绕其中。馆内设有1个室内游泳池 （25 x 10米）、一家水族馆（因鲨鱼手臂谋杀案而闻名的虎鲨是该水族馆的特色）、一间能成为滑冰场的大厅、超70米的加拿大滑雪山坡、14头既可以骑又可以拉磨的毛驴、旋转木马、玩具船、鸟舍、花床、室外音乐演奏台及室外酒吧。

## 库吉码头（1928-1934）

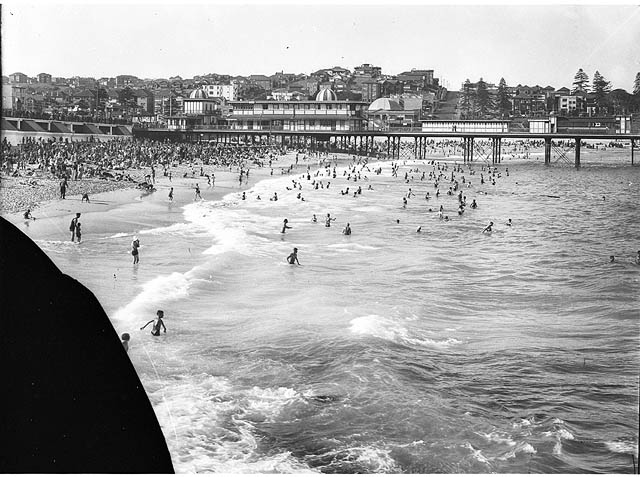
库吉码头

1924年，英式游乐码头于库吉海滩开始建造。1928年7月24日，该码头正式对外开放。它向大海延伸了180米，设有一家1400座的剧院、可容纳600人的舞厅，楼上有一家可容纳400人的餐厅、小型商店及电子游乐场。遗憾的是，库吉的大浪毁坏了码头。它于1934年被拆除。救生人员近期在离岸50米的海底发现了该码头的遗迹。

## 鲨鱼手臂谋杀案（1935）
鲨鱼手臂谋杀案是指1935年于库吉水族馆内发生的一起事件。当时一只被捕获的虎鲨反刍出了一条人类的手臂。这条手臂属于一位名叫史密斯的失踪者。他的身份因手臂上的纹身得到确认。这条手臂曾被砍下。这引发了一起谋杀案的调查。虽然另一起本地犯罪案件中的受害人福尔摩斯在史密斯死亡案开始调查前一天被发现枪杀于停在靠近悉尼海港大桥的车内，但目前还无人被指控谋杀罪。